# 廣州大屠殺 (唐代)
廣州大屠殺，是唐朝末期879年時，黄巢在廣州大規模屠殺外國商人事件。

## 背景
唐末，廣州是對外貿易繁盛的港口，有大量阿拉伯和波斯商人住在廣州。黄巢在875年舉兵反唐，後南下嶺南。

## 大屠殺
黄巢在879年攻陷廣州後，屠殺當地的穆斯林、猶太人、基督徒、拜火教徒，後由於疾病在軍中流行而撤走。受害者主要是外國人和富商。事發後數年，阿拔斯王朝兩個學者阿布·扎伊德·哈桑·西拉菲和马苏第分別估算死亡人數為12萬和20萬，現代學術界認為這兩個數字都誇大了實際死亡數。

## 参見
- 上元元年扬州屠杀事件